# ブータンの国民

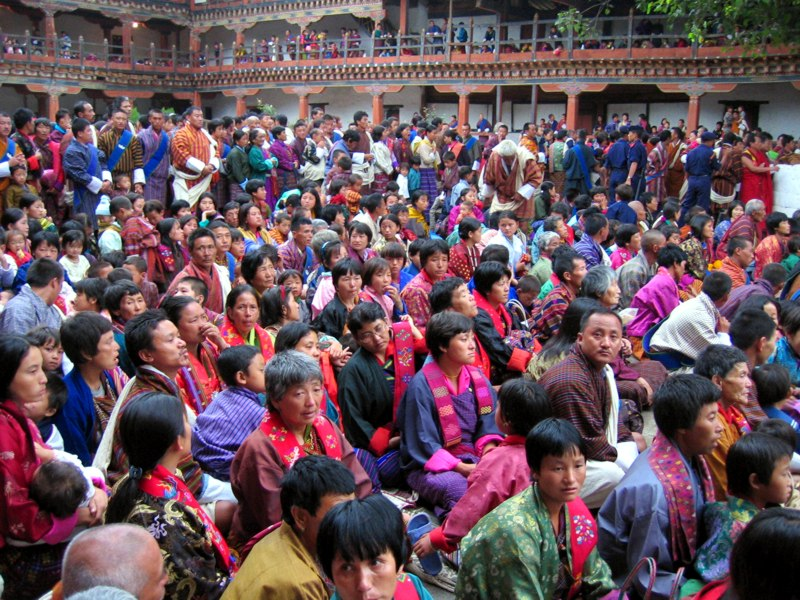
祭りに集まった民族衣装姿のブータンの人々

ブータンの国民では、ブータンの民族と言語及び民族問題について記す。
ブータンの民族は出自、宗教、言語、居住地域などから3つの集団に大別され、言語は方言を含め20前後が確認されているが、系統立った言語調査は実施されていない。

## 民族
ブータンでは国勢調査は行われているが、中央統計局発行の統計資料では県（ゾンカク）別の人口や民族別人口が公表されていない。また、人口増加率も計算上の数値を使用している。このため、各種資料の民族構成比率は統一されていないのが現状である。
その傾向は二分され、一つはチベット系住民が人口の過半数を占めていることを示したもので、政府発表の資料を使ったものに多い。もう一つは、ネパール系住民の構成比率を過大評価したブータン難民団体が発行した資料を使用したものに多い。
平均的な数字として、ガロン約20％、ツァンラ約30％、ローツァンパ約40％、その他少数民族約10％を提示しておく。

### ドゥクパ
ドゥクパまたはドゥルックパ（Drukpa）は、中部照葉樹林地帯に居住するチベット・ビルマ系の土着の民族集団の総称である。ガロン（西部）、ブムタンパ（中部）、ツァンラ（東部）の3つの集団に分類される。ブータンの人口の多数派を形成し、ブータンの「伝統文化」は彼らの文化を指す。「ドゥクパ」とは、彼らの大多数が信仰するチベット仏教カギュ派の支派である「ドゥク派」という宗派に由来する（パは「人」を表すゾンカ語）。
近年、国民統合の必要性から、「ブータン国民」を「ドゥクパ」と称する傾向が強いが、これは広義の「ドゥクパ」であり、南部のネパール系住民は使用したがらない。

#### ガロン
ペレ・ラ峠（トンサ県とワンデュ・ポダン県の間）以西に居住するのがガロン（Ngalong）と呼ばれる集団である。1000年以上前にチベットから移住してきたとされ、チベット文化の影響が色濃い。彼らの母語は中央チベット語の南部方言に分類されるゾンカ語で、現在国語として普及が進められているゾンカ語は、これを基礎として規範化したものである。上述の通り、チベット仏教のカギュ派ドゥク支派を信仰する。

#### ブムタンパ
ペレ・ラ峠からトゥムシン・ラ峠（ブムタン県とモンガル県の県境）までの中部に居住するのがブムタンパ（Bumthangpa）と総称される集団である。彼らの母語はムタンカと呼ばれるゾンカ語の一種で、古代チベット語の要素を強く残している。ケン（Kheng：現在のダガナ県付近）やクルテ（Kurtoe：現在のルンツィ県付近）といった古代に栄えた地方に住み、ブータンの古い文化を担ってきた人々である。しかしながら、民族としてのブムタンパは、一般的に西部のガロンに包括されることが多い。

#### ツァンラ
東部最大の街タシガンを中心に分布するのがツァンラ（Tshangla）を自称する民族集団である。最近までシャチョップ （Sharchop）と呼ばれていた。「シャ（Shar）」とはゾンカ語で「東」を意味する。彼らは自らの出自をミャンマー・アッサム地方だと認識しており、チベット文化の影響を受ける前のブータンの伝統を色濃く残していると考えられている。彼らの母語はツァンラカ（Tshanglakha）もしくはシャチョップカ（Sharchopkha）と呼ばれ、チベット・ビルマ語派の中でもビルマ語系に近いと考えられている。

### ローツァンパ
ローツァンパ（Lhotshampa）は、主に南部低地地帯（タライ平原）に居住するネパール系の住民を指す。「ロ（lho）」とはゾンカ語で「南」を意味する。英語ではsouthernersと表記されることもある。彼らの自称は「ネパリ」(ネパール人の意)で、英語表現ではBhutanese Nepalis（bhutani nepaliharu）が好まれる。古くは「ネパリ」若しくは「南部ブータン人」という呼称が公式にも使用されたが、1980年代からローツァンパという呼称に置き換えられるようになった。彼らはインド＝アーリア系のネパール語を話し、ヒンドゥー教を信仰している（イスラム教を信仰する者もいる）。
彼らはもともとブータンの土着の住民ではなく、19世紀末以降ネパールやインドのダージリンなどから移住してきた人々である。その歴史は、19世紀にイギリス支配下の茶園プランテーションの労働力として、アッサムやダージリン周辺に移住が奨励されたところに遡ることができる。従って、ニューカマーという印象が強く、ネパールの伝統文化を固持する生活スタイルなどから、チベット系住民から偏見の目で見られ、不当な扱いを受けることも多い。

### 少数民族
上記以外の民族で比較的よく知られているのは、北西山岳地帯に住むリンシ、ラヤ、ルナナ、北東山岳地帯に住むダクパ（ブロクパ）、メラ・サクテンなどの遊牧民である。また、南西部にはロプ、 タバ・ダドゥルと呼ばれる民族、サムツィ県シプソ周辺にはアーデーヴァシーというインド系の民族の存在が確認されている。
このほか、シッキムに居住するレプチャ族や、1959年の中華人民共和国のチベット侵攻によって難民として逃れてきたチベット人がブータン西部・中央部に住んでいる。

## 言語
公用語はゾンカ語。しかし、英語が公用語的扱いを受けており、全ての法令、公文書は英語で書かれている。ほぼすべての教育機関が英語を教授言語としている。と言うのも、ゾンカ語は元々僧侶から民衆へ伝わった言語のため、仏教に関する語彙はあるが欧米から入ってきた科学技術に関する語彙がないからである。唯一の活字メディアであるクエンセル紙は、英語、ゾンカ語、ネパール語で発行されているが、購読者が最も多いのは英語版である。英語の教授言語化は最近始まったため、中年以上の世代にはあまり通じない。英語教育を受けた若い世代には英語をもっぱら第一言語とし国語であるゾンカ語を話せても読み書きができない者もいる等問題も起きている。また、地方の少数民族を中心にゾンカ語を話せない人も多く、ブータンで最も通用性が高いのはヒンディー語やそれに類するネパール語であるとされる。これは、近代教育初期の教授言語がヒンディー語であったこと、インド製娯楽映画やテレビ番組が浸透しているためである。国内の言語分布は、西部はゾンカ語、東部はツァンラカ語（シャチョップカ語）、南部はネパール語（ブータンではローツァムカ語と呼ばれる事もある）が主要言語となっている。

## 南部問題
1958年の国籍法を下敷きにして、1985年に公民権法（国籍法）が制定されたが、その際、定住歴の浅い住民に対する国籍付与条件が厳しくなり、国籍を実質的に剥奪された住民が特に南部在住のネパール系住民の間に発生した。そもそも、ブータン政府は彼らを不法滞在者と認識しており、これはシッキム王国のような事態を避けたいと考えていたための措置であったと言われる。
その一方で、ブータンの国家的アイデンティティを模索していた政府は、1989年、「ブータン北部の伝統と文化に基づく国家統合政策」を施行し、チベット系の民族衣装着用の強制（ネパール系住民は免除）、ゾンカ語の国語化、伝統的礼儀作法（ディクラム・ナムザ）の順守などが実施された。1988年以降、ネパール系ブータン人の多いブータン南部に於いて上記「国家統合政策」に反対する大規模なデモが繰り広げられた。この件を政府に報告し、ネパール系住民への対応を進言した王立諮問委員会のテクナト・リザル（ネパール系）は、反政府活動に関与していると看做され追放される。
この際に、デモを弾圧するためネパール系ブータン人への取り締まりが強化され、取り締まりに際し拷問など人権侵害行為があったと主張される一方、チベット系住民への暴力も報告されている。混乱から逃れるため、ネパール系ブータン人の国外脱出（ブータン難民の発生）が始まった。後に、拷問などの人権侵害は減ったとされる。国王は国外への脱出を行わないように呼びかけ現地を訪問したが、難民の数は一向に減らなかった。この一連の事件を「南部問題」と呼ぶ。後に、ネパール政府等の要請によりブータンからの難民問題を国連で取り扱うに至り、ブータンとネパールを含む難民の流出先国、UNHCRにより話し合いが続けられている。